# Racekiela
Racekiela is een geslacht van sponsdieren uit de familie van de Spongillidae.

## Soorten
- Racekiela biceps (Lindenschmidt, 1950)
- Racekiela cavernicola Volkmer-Ribeiro, Bichuette & De Sousa Machado, 2010
- Racekiela pictouensis (Potts, 1885), dezelfde soort als Racekiela pictovensis
- Racekiela ryderii (Potts, 1882)
- Racekiela sheilae (Volkmer-Ribeiro, De Rosa-Barbosa & Tavares, 1988)